# 大东亚帝国
大东亚帝国是日本的一个非官方的大学统称，分别包括以下5所大学：
- （大）大东文化大学或大正大學
- （东）东海大学
- （亚）亚细亚大学
- （帝）帝京大学
- （国）国士馆大学 或 国学院大学

这些大学都是日本东京的私立大学，被认为水平在日东驹专之下，关东上流江户樱之上。
这个大学集团的命名来自日本大学应试杂志《螢雪時代》。